# Acmaeodera latiflava
Acmaeodera latiflava är en skalbaggsart som beskrevs av Henry Clinton Fall 1907. Acmaeodera latiflava ingår i släktet Acmaeodera och familjen praktbaggar.

## Underarter
Arten delas in i följande underarter:
- A. l. latiflava
- A. l. lineipicta